# Carsten Bergemann
Carsten Bergemann (Bautzen, 24 januari 1979) is een Duitse voormalig baanwielrenner. Hij was goed in de sprintonderdelen, de sprint, teamsprint, keirin en 1 km tijdrit. Bergemann won tijdens de Wereldkampioenschappen baanwielrennen in 2003 met de Duitse ploeg de teamsprint.
Bergemann heeft deelgenomen aan de Olympische Zomerspelen van 2004 en 2008. Hij won tijdens deze spelen geen medaille.

## Belangrijkste uitslagen
| Jaar        | DK                               | EK                       | WK          | Overige                                                 |             |
| Als belofte | Als belofte                      | Als belofte              | Als belofte | Als belofte                                             | Als belofte |
| ----------- | -------------------------------- | ------------------------ | ----------- | ------------------------------------------------------- | ----------- |
| 1999        |                                  | teamsprint · 1km tijdrit |             |                                                         |             |
| 2000        |                                  |                          |             |                                                         |             |
| 2001        |                                  | teamsprint               |             |                                                         |             |
| 2002        |                                  | teamsprint               |             |                                                         |             |
| Als elite   |                                  |                          |             |                                                         |             |
| 1999        | 1km tijdrit, teamsprint          |                          |             |                                                         |             |
| 2000        | teamsprint, 1km tijdrit · keirin |                          |             |                                                         |             |
| 2001        | 1km tijdrit                      |                          |             | WB Cali: teamsprint                                     |             |
| 2002        | teamsprint, 1km tijdrit · sprint |                          | teamsprint  |                                                         |             |
| 2003        | 1km tijdrit, teamsprint          |                          | teamsprint  |                                                         |             |
| 2004        | 1km tijdrit, teamsprint · sprint |                          |             | Olympische Spelen: 8e 1km tijdrit WB Moskou: teamsprint |             |
| 2005        | 1km tijdrit, sprint · teamsprint |                          |             | WB Moskou: teamsprint                                   |             |
| 2006        | teamsprint, keirin · 1km tijdrit |                          |             |                                                         |             |
| 2007        | 1km tijdrit, sprint · teamsprint |                          |             |                                                         |             |
| 2008        |                                  |                          |             | Olympische Spelen: 5e keirin WB Cali: teamsprint        |             |
| 2009        | sprint, teamsprint               |                          |             | WB Melbourne: keirin                                    |             |
| 2010        | teamsprint                       |                          |             |                                                         |             |
| 2011        | teamsprint                       |                          |             | GP Tula: sprint                                         |             |